# 許爚
許爚（1519年—？），字文升，浙江嘉興府嘉興縣人，民籍，明朝政治人物。

## 生平
嘉靖二十五年（1546年）丙午科浙江鄉試第八十名舉人。嘉靖二十九年（1550年）中式庚戌科會試第一百二十四名，三甲第一百九十六名進士。三十二年任莆田县知县，三十七年任潍县知县，官至府同知，三十七年十二月以不謹閑住。

## 家族
曾祖許鋼；祖父許節；父許梧，訓導。母朱氏。具庆下。兄許灼、許燿、許熇。侄子許應逵，隆慶戊辰進士。